# Belvedere (gruppo musicale)
I Belvedere sono un gruppo punk rock canadese.

## Storia
Si formano nel 1995, all'inizio composti solo da 3 membri, Steve Rawles (che resterà nei Belvedere fino allo scioglimento) alla chitarra e alla voce, Brock al basso, e Dan Hrynuik alla batteria. Dopo un cambiamento di formazione (con l'entrata di una seconda chitarra, Scott Marshall; l'entrata di Jay Hollywood alla batteria che rimpiazza Dan; e l'entrata di Jaison Synclair al basso che rimpiazza Brock) la band pubblica nel 1998 il primo full-length, Because No One Stopped Us, seguito da un tour affiancati da band come Bad Religion e Strung Out. Nel 2000 pubblicano quindi il loro secondo album, Angels Live In My Town, sostituendo Jay Hollywood con Graham Churchill alla batteria, seguito nel 2001 da 'Twas Hell Said Former Child, album che li porterà per la prima volta in tour per l'Europa.
Dopo uno split con un'altra band canadese, i Downway, pubblicato nel 2003 e dal nome Hometown Advantage, i Belvedere registrano, nel 2004, il loro ultimo album, Fast Forward Eats the Tape, prodotto da Blair Calibaba, già produttore di band come Sum 41. L'uscita del disco è seguita da un lungo tour mondiale, che tocca anche Europa e Giappone.
La band si sciolse nell'anno successivo, suonando l'ultimo show a Calgary in Canada, loro città natale.
Per la reunion tanto desiderata dai fans bisogna aspettare 7 anni, quando, nel 2012, i Belvedere si imbarcano in un tour in Canada, Sud America ed Europa. Inizialmente intenzionata unicamente ad esibirsi dal vivo, la band dopo il tour cambia idea e si cimenta con la scrittura di nuovo materiale.
Nel 2015 Graham Churchill viene sostituito dal nuovo batterista Casey Lewis.
Finalmente ad aprile del 2016 viene pubblicato il loro quinto album, The Revenge of the Fifth, il cui titolo in cui si cita l'episodio III di Star Wars.

## Formazione

### Ultima
- Steve Rawles - chitarra, voce
- Scott Marshall - chitarra, voce
- Jason Sinclaire - basso, voce
- Casey Lewis - batteria

### Ex componenti
- Jaison Synclair - batteria
- Brock - basso
- Dan Hrynuik - batteria
- Graham Churchill- batteria

## Discografia
- 1998 - Because No One Stopped Us
- 2000 - Angels Live in My Town
- 2001 - 'Twas Hell Said Former Child
- 2003 - Hometown Advantage
- 2004 - Fast Forward Eats the Tape
- 2016 - The Revenge of the Fifth